# San Andrés de la Cal
San Andrés de la Cal es uno de los pueblos que rodean el municipio de Tepoztlán, en México. También es conocido con el nombre náhuatl de Tenextitla, que significa "lugar donde hay cal".
Es un pequeño poblado cuya zona urbana es de 45 km². Está ubicado dentro del Parque nacional  El Tepozteco y sus tierras comunales, con una extensión aproximada de 2767 ha., colindan con la reserva ecológica El Texcal y la parte baja de la sierra del Tepozteco. San Andrés de la Cal es el segundo productor de maíz del municipio de Tepoztlan.

## Límites y accesos
Al norte colinda con el centro del municipio, al sur se encuentra la zona de reserva ecológica denominada El Texcal, al este con el poblado de Santiago Tepetlapa y al oeste se encuentra otro pueblo llamado Santa Catarina. El acceso a este poblado se realiza por la carretera federal Cuernavaca-Tepoztlan a la altura del km 14.

## Población
San Andrés cuenta con una población de más de 1.200 habitantes.

## Economía local
La actividad económica más abundante es la agricultura, donde el principal cultivo es el maíz. Sus cultivos son temporales, de la lluvia que se capta entre junio y septiembre.
Esta comunidad de origen nahuatl desde siglos atrás ha organizado su vida social, política, económica y cultural alrededor de prácticas agropecuarias. También existe una serie de comercios que son de consumo local. 
Uno de los motivos por el cual ha tenido un escaso desarrollo este pueblo es que carece de infraestructura de agua potable. No tener estructura hídrica, que es un derecho mínimo en cualquier lugar, habla de la ineficiencia e indiferencia de los gobiernos municipales de Tepoztlán, estatales (Morelos) y Federales (Conagua).

## Clima
El clima dominante en esta localidad es el de selva baja caducifolia, aunque la región también concentra una micro-cuenca
que se ha formado debido a que el agua de las lluvias presentadas en el verano es conducida por los cerros a este lugar.

## Flora y fauna
Entre los árboles más comunes del lugar encontramos los casahuates, ciruelos, llora-sangre (llamado así por los pobladores), guayabo, huizaches. A menor escala encontramos amates y ahuehuetes. Aunque estos son los más abundantes, la región permite el crecimiento de muchos otros como: ficus, laurel de la india, cactáceas, entre otros.
En lo que a la fauna respecta podemos encontrar ardillas, víboras neshuas, cacomixtles, tlacuaches, conejos, iguanas, zopilotes y lagartijas, entre otros.

## Turismo

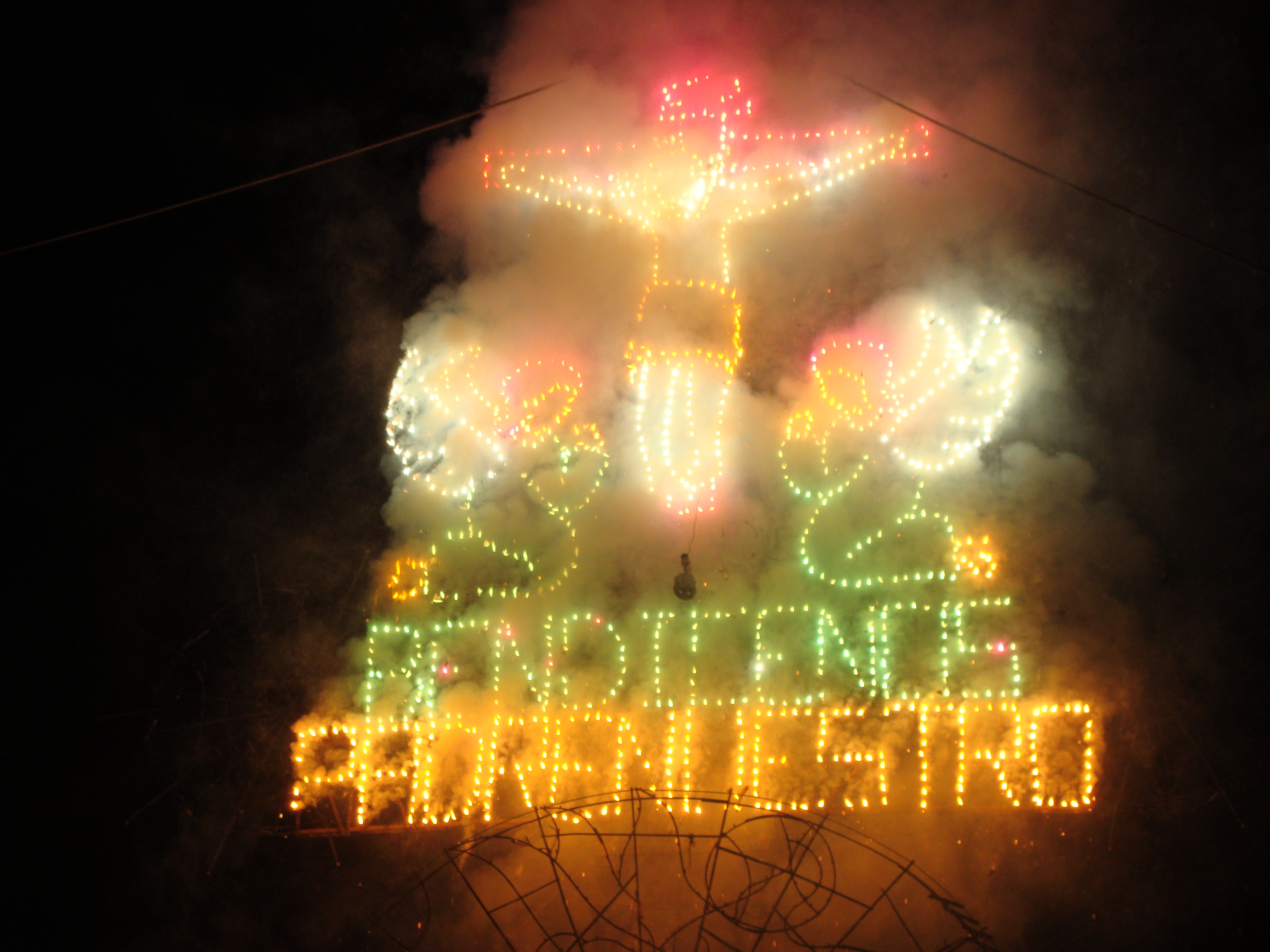
Tradicional queme de fuegos pirotécnicos.

Cabe destacar que esta localidad celebra dos fiestas patronales al año, donde la gente del lugar ofrece una comida en honor del santo patrón que se celebre.
Cada 30 de noviembre se celebra a San Andrés Apóstol y el tercer domingo del mes de enero a San Salvador.
San Andrés es sede de algunos jardines para eventos sociales que dan pie a una incipiente industria turística. 

## Educación
Este poblado cuenta con dos escuelas de educación preescolar, una primaria con el nombre de "Benito Juárez" y el sistema de telesecundaria "Vicente Suárez".

## Religión
La mayoría de la población de este lugar profesa la religión católica con un 85%, le sigue la Iglesia de Jesucristo de los Santos de los Últimos Días (mormones) con un 13% o 14%. Menos de un uno por ciento de la población profesa otras religiones o ninguna.

## Patrimonio

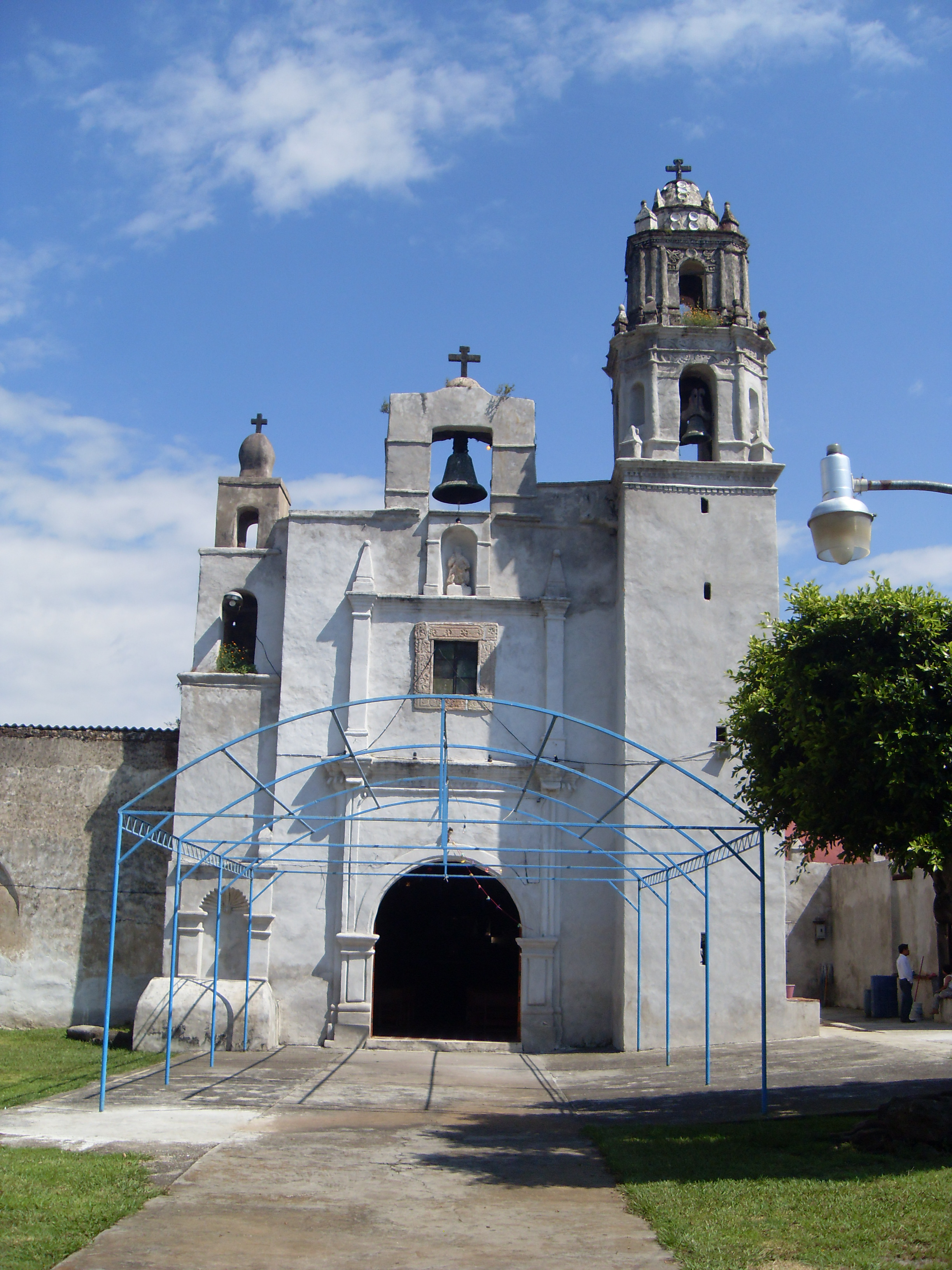
Iglesia de San Andres.

San Andrés cuenta con dos construcciones que sobresalen: La Iglesia de San Andrés y de El Salvador, que como detalle peculiar se encuentran una frente a la otra.

## Atractivos naturales
Sobresalen dos cerros muy conocidos entre los pobladores: el Cerro de la Cruz y el Cerro de la Corona o Cerro Barriga de Plata.

## Deportes
Se practica el fútbol.